# Господар Васин конак у Краљеву
Господар Васин конак у Краљеву убраја се у споменике културе од великог значаја. Налази се центру града, у парку Светог Саве, а подигнут је 1830. године.

## Историја
Као кнез Пожешке нахије, Василије Поповић је са породицом живео у Чачку од 1819. године. У главној улици чачанске вароши имао је конак који је подсећао на конак Обреновића у Пожаревцу, али је био мањих димензија. Након смрти сина Јована 1828. године, породица је донела одлуку о пресељењу у Карановац (данашње Краљево). Поред овога, Карановац је био и значајан обавештајни центар у ком су прикупљани подаци о приликама у крајевима под турском влашћу, што је била припрема за померање граница ка југу и припајање нахија 1833. године. Кнез Васа Поповић је био главни организатор овог обавештајног рада и са поверљивим људима се сретао управо у Карановцу. Кнез је 1829. године почео припремати грађевински материјал неопходан за подизање новог конака. Званично одобрење од кнеза Милоша да започне изградњу Васа Поповић је затражио 20. маја 1830. године, чиме је овај конак прва грађевина у Краљеву изграђена по званичном одобрењу.
Радови на изградњи конака су отпочели у лето 1830. године. Конак је дело извесног неимара Стојана. Васа Поповић није успео да за изградњу конака ангажује неког од познатијих неимара, јер се тих година у Србији доста градило. Иако Поповић због обавеза није могао да буде све време у Карановцу док је конак грађен, редовно је извештаван о току радова. Почетком новембра радови на конаку су били привремено прекинути. Изградња конака је настављена у пролеће 1831. године, а у октобру те године конак је био завршен.
Кнез Василије Поповић преминуо је 17. јануара 1832. године у Београду. Након његове смрти његова породица се двоумила да ли да остане у Чачку или да се пресели у Карановац. Конак у Чачку је потом уступљен владици Никифору Максимовићу, а породица Поповић се у конак у Карановцу преселила у мају 1832. године. Породица је у конаку живела око 5 година. Када је кнез Милош планирао да седиште епархије пребаци у Карановац, удовица Марта Поповић није желела да конак прода или изда у закуп. Након пресељења породице Поповић у Београд 1837. године, конак је остао празан. Забележено је да је у конаку боравила Карађорђева породица након повратка у Србију.
Након што су Обреновићи напустили Србију у конаку су испрва становали чиновници Окружног суда, а 1854. године Начелство округа чачанског је конак закупило на две године за резиденцију владике Јоаникија Нешковића и за канцеларију Конзисторије Епархије жичке. Године 1855. донета је одлука о откупу конака и плаца на ком се налази с обзиром да је конак подигнут преко пута Саборне цркве у Краљеву. Попечитељство финансија je 12. октобра 1855. године исплатило 1 600 дуката цесарских за кућу, пратеће објекте и плац.
Конак је био резиденција владика до 1886. године. Већ 1856. године било је неопходно извршити поправке на конаку. Поред поправки, на конаку су урађени нови прозори. Просторни склоп конака није био мењан, изузев уклањања доксата у неком тренутку пре 1883. године. Након повратка епископије у Чачак, конак је поново остао празан. Било је планирано да се искористи за смештај Среске болнице, али та замисао није остварена. Исте године када је овај предлог био дат, 1887, приликом састављања предрачуна за поправку конака уцртана је и просторија добијена преградњом собе позади диванхане на спрату.  У периоду од 1890. до 1897. и од 1934. до 1941. конак је поново био коришћен за епархијске потребе. Током тридесетих година у конаку је, као седишту епархије, живео владика Николај Велимировић. Он је управо из зграде конака одведен у заточеништво у логору Дахау 1941. године. У међувремену конак је користио и Шумадијски пољски артиљеријски пук.
Нове промене на конаку су биле начињене након што је Краљевачка општина, као власник здања, овај простор уступила Ратарској школи за интернат. Тада је диванхана на спрату била зазидана, а просторије иза ње проширене померањем зида ходника. Након што су током последњих конзерваторских радова уклоњени преградни зидови просторија на источној страни, првобитна организација простора је видљива само по склопу таванице.

## Изглед
Зграда конака је спратна, у основи правоугаона, величине 18,45 x 12,20 m. Приземље је зидано од камена, који је употребљен и као испуна скелетне конструкције спрата. Припада асиметричном стилу конака са спољним степеништем смештеним испод диванхане на јужној страни. Једину декорацију зграде представљају орнамент на надвратницама улазних врата у приземљу и орнамент таванице обрађене у дрвету. Конак је у приземљу имао две собе, једну кујну и до ње подрум који није био укопан у земљу, већ је био на истом нивоу као и обе собе и кујна. У приземљу су били и ћилер (соба за оставу) и оџаклија (просторија са оџаком). Пространо приземље је зидано од камена, док је спратни део грађевине у бондручној конструкцији, са испуном од ломљеног камена.
Око конака је саграђено неколико помоћних зграда. Кнез Васа Поповић је наредио да се подигне мутвак (кухиња) са ћилером. По извештају из 1856. године Началничества окружија чачанског постојала је мала кућица ове намене, која се налазила у доста рђавом стању. Поред тога, био је изграђен ар од брвана за 5-6 коња и двоја кола, амбар и салаш. Конак се снабдевао водом из бунара озиданог каменом. На дну плаца, у близини реке Ибар, налазила се и мала кућа која је припадала Милану Васићу, другом сину Васе Поповића.

## Конак као зграда Музеја
Након Другог светског рата Господар-Васин конак је међу првима стављен под заштиту државе као споменик културе. То је било учињено 1950. године. Тада су на њему изведени и најнужнији рестаураторски радови и конак је претворен у музејску зграду. Међутим, зграда конака није била одговарајућа за чување и излагање музејских експоната. Народни музеј Краљево се 1959. обратио Народном одбору општине Краљево са захтевом за уступањем додатних просторија, напоменувши да је зграда Музеја, односно Господар-Васин конак склон рушењу. Комисија која је била формирана да испита стање у ком се конак налази је закључила да је потребно што пре приступити реконструкцији целе зграде. Због реконструкције конака Музеј је био привремено затворен 1960. године.
Међутим, ни након реконструкције конака нису били решени сви проблеми музејског простора. Проблем је почео да се решава уступањем зграде ОШ „IV краљевачки батаљон" Музеју, у коју је Музеј пресељен након прве фазе њене реконструкције и адаптације 1995. године. Што се Господар-Васиног конака тиче, 1999. године ова зграда је уступљена манастиру Жича, потом је у њој отворен Православни духовни центар „Владика Николај Велимировић", који се ту налази и данас.

## Галерија
- Господар Васин конак као Музеј
- Запослени у Музеју испред Господар Васиног конака
- Стална поставка у Господар Васином конаку док је био Музеј
- Стална поставка у Господар Васином конаку док је био Музеј
- Стална поставка у Господар Васином конаку док је био Музеј
- Господар Васин конак данас
- Господар Васин конак данас